# بولتون براون
بولتون براون (بالإنجليزية: Bolton Brown)‏ هو رسام أمريكي، ولد في 27 نوفمبر 1864، وتوفي في 15 سبتمبر 1936.